# 고풍음악

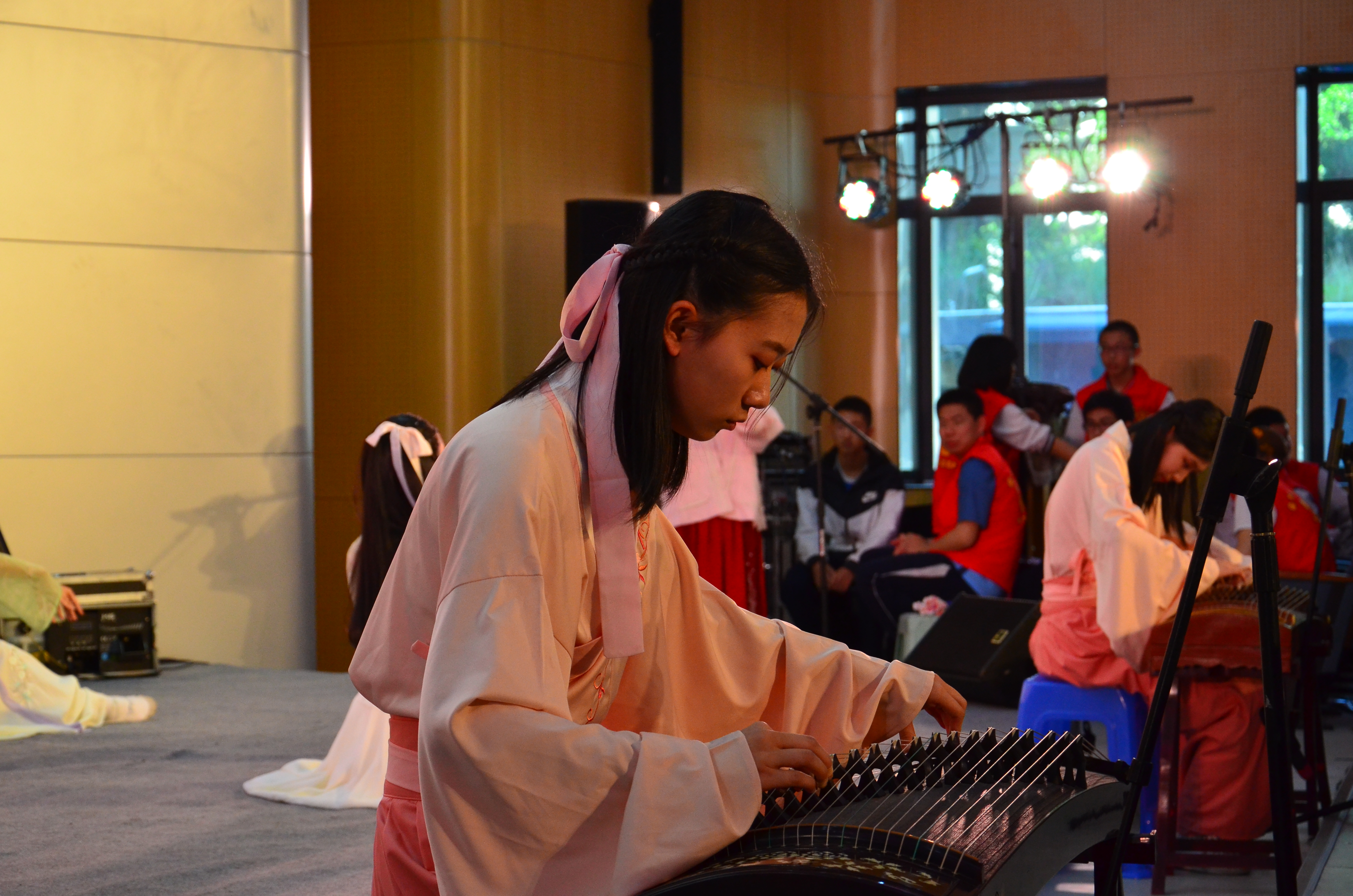
한푸를 입은 학생이 고풍음악을 연주하고 있다.

고풍음악 또는 구펑음악(古風音樂)은 중화권 출신 예술가들의 음악 장르의 일종으로, C-pop 음악의 일종이다. 중국 전설을 배경으로 중국 민요와 희곡의 스타일, 중국 고전 음악과 유사한 선율, 중국 고전 악기로 연주되는 곡이다. 중국 풍악과 비슷하면서도 약간 다르다.
고풍음악의 가사는 주로 고대 중국 신화의 전설과 구절을 바탕으로 만들어졌다. 최근에는 이런 종류의 노래가 선협(仙俠), 무협 게임, 애니메이션, 드라마 등에 자주 사용된다. 이러한 종류의 음악은 한푸 운동과 같은 인터넷 문화에서도 인기를 얻었다.

## 참조주
1. ↑  Manyao, Ren (2015년 5월 13일). “古风音乐唱响人民大会堂”. 《중국망》 (중국어 (중국)). 2015년 5월 27일에 원본 문서에서 보존된 문서. 2018년 1월 11일에 확인함.